# Rapière
Pour les autres significations, voir Rapière (bateau).
 (septembre 2012).
Si vous disposez d'ouvrages ou d'articles de référence ou si vous connaissez des sites web de qualité traitant du thème abordé ici, merci de compléter l'article en donnant les références utiles à sa vérifiabilité et en les liant à la section « Notes et références ».

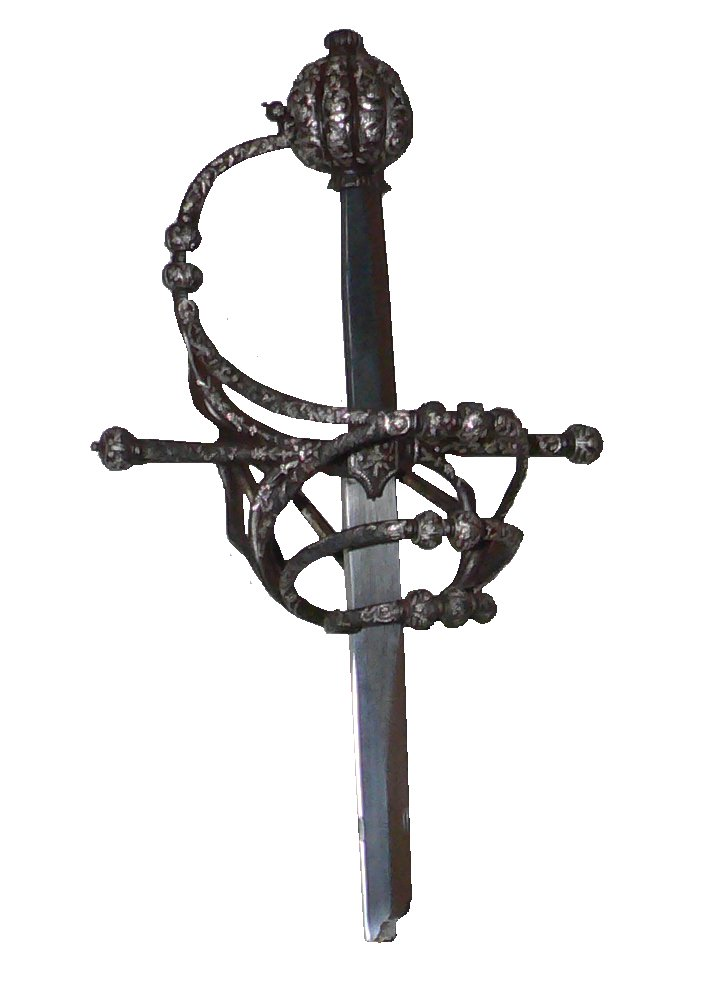
Garde de rapière damasquinée en argent, entre 1580 et 1600. Lame factice.

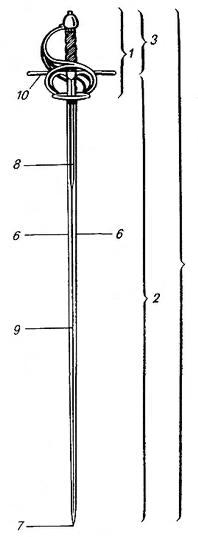

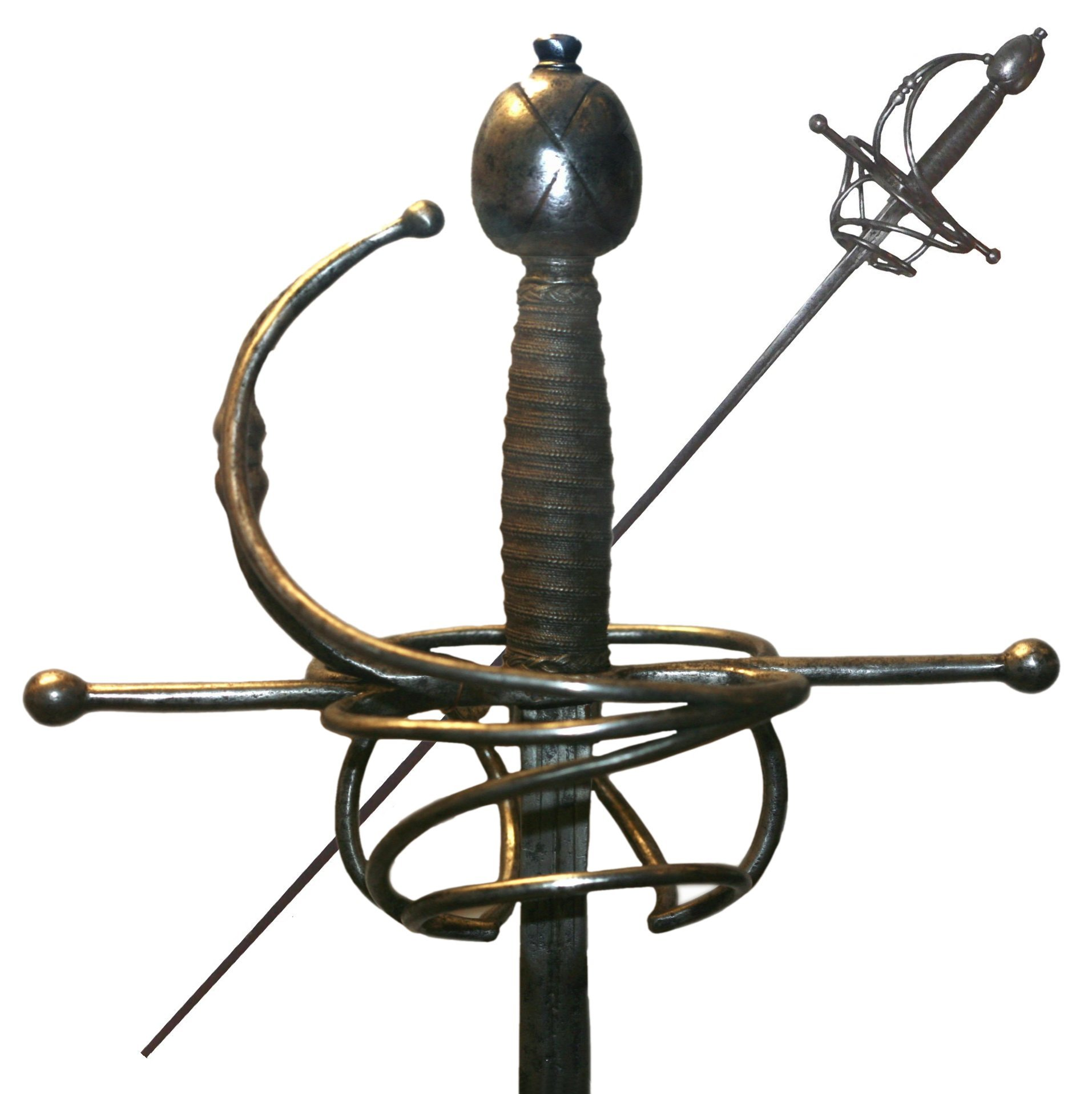
Rapière, première moitié du XVIIe siècle.

La rapière est une épée longue et fine, à la garde élaborée, à la lame flexible, destinée essentiellement aux coups d'estoc. La rapière, même si elle n'est pas faite pour trancher un homme en deux, est affûtée, et peut causer de sérieuses entailles si un coup à la volée atteint l'adversaire. Seules les épées de cour (et certaines grandes épées de guerre du XVe ou XVIe siècle) ont des lames uniquement destinées à l'estoc, lames qui sont d'ailleurs de section ronde, carrée, triangulaire ou de toute autre forme qui la prive de tranchant.

## Histoire

### XVIesiècle: la rapière prend forme
C'est une arme très courante entre la fin du XVe et la fin du XVIIe siècle. Pour mieux situer dans le temps et comprendre l'apparition de la rapière, il convient de se pencher un peu sur son « ancêtre » : l'épée de taille et d'estoc. Elle apparaît tout d'abord, dans sa forme la plus basique, en Espagne dans la seconde moitié du XVe siècle sous le nom d’espada ropera et consistait en une épée à la lame plus légère, à la garde plus élaborée et plus ornée qui pouvait donc se porter à la cour. Autour de cette arme, les Espagnols développèrent un système de combat très efficace fondé sur des cercles, une vision de l'espace et des attaques en pointe très « mathématiques », techniques longtemps tenues secrètes.
L'arme fut importée en Italie à la fin du XVe siècle, mais pas son maniement. Alors, à partir des systèmes de combat médiévaux de Dei Liberi et Vadi, des maîtres d'armes italiens de Bologne tels que Antonio Manciolino (Opera Nova, 1531) et Achille Marozzo (Opera Nova, 1536) développèrent à leur tour une nouvelle école d'escrime. En 1553, l'architecte Camillo Agrippa rédigea à son tour, avec une grande modernité, son premier ouvrage consacré à l'escrime : Il Trattato Di Scientia d' Arme, con un Dialogo di Filosofia. Il est l'un des premiers à parler de quatre gardes : prime, seconde, tierce et quarte, en comparaison des nombreuses (plus de 10) gardes de l'escrime bolonaise. Pour mieux protéger la main qui, par manque de fer, ne peut être gantée, ils ménagèrent sur la nouvelle épée un ricasso (espace entre la lame et la poignée) autour duquel vont se placer ce qu'on appellera les « pas d'âne » (un sur chaque quillon), des anneaux destinés à protéger l'index, dont la nouveauté consiste à placer ce dernier au-dessus du quillon avant (pour une meilleure prise de l'arme). Enfin ils complètent la garde par une branche de garde partant de la base du quillon avant et rejoignant le pommeau, destinée à protéger les trois autres doigts de la main maintenant la fusée (poignée). La lame, bien que plus fine que ses devancières médiévales, reste plus large que celles dont seront équipées la majorité des rapières et est d'ailleurs le plus souvent de section hexagonale. Cette spada da lato (nom donné à l'arme en Italie) s'exporta dans une partie de l'Europe durant le XVIe siècle (en France, sous le règne de Charles IX, qui verra la création de l'académie des maîtres d'armes en 1567) et perdurera jusqu'à environ la fin de ce siècle (il s'avère qu'elle a en réalité coexisté avec la rapière, son évolution). Parmi les innovateurs, principalement italiens, y figurent quelques Français dont Henry de Saint Didier (1573) et Noël Carré. Parallèlement, les Espagnols perfectionnèrent leurs techniques avec des maîtres tels que Jerónimo de Carranza (De la filosophia de las armas y de su destreza, 1582) qui sera à l'origine de la Verdadera destreza.
Plus tard, pendant la seconde moitié du XVIe siècle, les épées subiront plusieurs changements. En effet, les gardes verront leurs quillons s'entourer de deux anneaux perpendiculaires à ceux-ci, partant du haut du ricasso, et à partir desquels d'autres branches viendront éventuellement s'ajouter de part et d'autre de la poignée à la branche de garde initiale. Ce panier, protégeant davantage la main puisque l'enveloppant presque totalement, contribua avec l'allongement et l'affinement des lames (à section losangique, destinés alors plus à l'estoc) à l'avènement de la rapière.

### 1590-1650: l'âge d'or de la rapière
À partir de la fin du XVIe siècle, les techniques italiennes vont de plus en plus inclure la dague main-gauche (remplaçant éventuellement la rondache) dans l'armement du tireur. Et c'est autour de cette école italienne que les maîtres d'armes français et anglais se fixèrent. C'est ainsi qu'à l'aube du Grand Siècle, la rapière et la dague devinrent inséparables. C'est également à cette époque que les Italiens, qui entrent alors dans leur période baroque, vont, à l'image de ce style, donner un caractère plus généreux et excessif à l'esthétique de la garde. Et c'est la rapière « en squelette » telle qu'on se la figure : multiplication des anneaux du panier, rajout d'autres branches de garde…
À l'aube du XVIIe siècle, c'est la suprématie du style italien, avec l'importance de maîtres d'armes tels que Salvator Fabris (en) (Lo Schermo, overo Scienza d’Arme (1606), où s'illustre le mieux la linéarité du jeu italien et l'importance de l'allonge en fente), puis Ridolfo Capoferro (it) (Gran Simularcro dell'Arte Eddelluso della Scherma (1610), introduction d'une quinte et d'une sixte accompagnées de la dague). Les lames des rapières sont alors longues et effilées. La lame ne servant pas à trancher et étant très légère par rapport à une épée de taille, elle a l'avantage de pouvoir être très longue sans que l'on n'ait à se soucier de la taille ou du poids de la poignée, du centre de gravité ou de la place du point de coupe le plus important. On a donc vu certaines rapières dépasser 1 m de lame.
Mais autour des années 1600, la rapière va aller de changements en changements. En effet les Allemands, sans pour autant être de fervents partisans de l'estoc, vont avoir l'idée de garnir de plaques les anneaux de sa garde (on voit cela dès la fin du XVIe siècle). Ainsi, c'est la naissance de la garde Pappenheimer (it) qui, malgré sa lourdeur, gagne en popularité par son aspect plus défensif et plus adapté aux combats militaires. La plaque va alors progressivement remplacer l'anneau. De la même manière les Espagnols, restés très classiques, vont vers 1610 débarrasser la rapière de sa garde filiforme et compliquée en la remplaçant par un simple et pragmatique bol renversé (en taza ou cazoleta — tasse et bol en espagnol) d'où ne sortira plus en théorie qu'une seule branche de garde. C'est par cette arme que la Verdadera destreza de Pacheco de Narváez (Grandezas de la espada, 1600 ; Nueva ciencia, 1632) pourra connaître un nouveau souffle. Cette garde en taza préfigure les gardes des armes de l'escrime sportive actuelle. D'une manière générale, la garde de la rapière du XVIIe siècle prit deux chemins : soit les anneaux, soit la coupe. De là, différents mélanges virent le jour et les Espagnols préfèreront la coupe tandis que les Italiens et les Allemands développeront les systèmes d'anneaux et de coquilles (plaques dans les anneaux).

### 1650: l'abandon de la fonction militaire
Vers la fin du règne de Louis XIII apparaît en France une nouvelle lame plus légère : la lame à pans creux (de section triangulaire, à trois pans) uniquement destinée à l'estoc. Elles avaient d'abord été créées pour les fleurets, une nouvelle arme de salle qui demandait une grande légèreté. Sur cette nouvelle mode, on allégea d'une manière générale les nouvelles épées. À mesure que l'on raccourcit la longueur du ricasso, on aplatit et réduit les gardes, celles à anneaux et coquilles devenant des gardes en huit, et les tazas prenant la taille des gardes des fleurets modernes. Ce sont des épées plus subtiles et élégantes, en accord avec une époque où l'allure et la posture masculines deviennent de moins en moins guerrières. Cette nouvelle esthétique constitue la base des épées de cour du XVIIIe siècle. Ne pouvant plus servir qu'en société (trop faible contre les sabres militaires), elle donne tout de même à l'escrimeur l'occasion d'abandonner la dague, puisque sa légèreté permet de se défendre par la seule rapidité de l'arme. La main gauche, qui servait autrefois à tenir la dague (devant soi, en parallèle à la main droite), sert dorénavant de balancier et est placée derrière soi, au niveau de la tête. Le corps, qui adoptait alors une position plutôt écrasée (en particulier chez Fabris), se redresse et vient reposer sur la jambe gauche (pour les droitiers). Les pionniers de cette nouvelle escrime sont des maîtres comme Le Perche Du Coudray (1635 — ou peut-être 1676, la date de son traité étant incertaine) ou un peu plus tard Charles Besnard (Le Maiſtre d’Arme Liberal, 1653). C'est le tout début de l'école française, le début de la prédominance française dans le monde de l'escrime.
Au début de la seconde moitié du XVIIe siècle, c'est la petite épée de cour qui vit le jour et qui, séduisant presque toutes les cours d'Europe pour son élégance et sa légèreté, clôt le cycle de la rapière (bien qu'on en verra encore en main jusqu'à la fin du siècle). La rapière était une arme particulière, puisqu'elle rassemblait les trois fonctions de l'épée : l'apparat, le duel et la guerre. L'épée de cour conserve les fonctions de duel et d'apparat, mais elle laisse dorénavant le domaine militaire aux sabres, courbes et droits, et aux futures épées réglementaires.

## Construction
Les lames étaient forgées à Tolède et à Solingen, le fort de la lame ouvragé ou non par une ou des feuillures pour renforcer la rigidité.
Les gardes sont élaborées par les armuriers locaux. Deux genres : le filiforme et la coupe, l'Italie et l'Espagne.
Les courbes et les volutes des gardes filiformes italiennes (en squelette) tiennent de la puissante envolée lyrique issue du baroque émergeant, multipliant les anneaux à partir du ricasso.
Les branches se rejoignent autour du quillon pour s'échapper à nouveau avant d'aboutir au pommeau en haut de la garde. Cette rare élégance laisse toutefois des jours où se glisserait facilement une lame blessant la main. La réponse espagnole classique fut la garde en taza, coupe hémisphérique qui préfigure les gardes d'épée sportive actuelles. Solution intermédiaire provenant d'Europe du Nord, les espaces entre les anneaux sont garnis de plaques percées de losanges (de trèfles pour la garde Pappenheimer). Les écoles françaises et anglaises multiplièrent les anneaux à partir du ricasso.
L'ultime évolution de la rapière en fit une épée de duel, parfaite quand elle est opposée à une autre rapière. On raccourcit progressivement le ricasso et la garde en coquille est nettement plus petite que sa devancière espagnole en taza. De plus, on délaisse les trop lourdes lames de section losangique pour les nouvelles lames françaises de section triangulaire, communément appelées « mousquetaires ». Mais ces lames de 110 cm sont encore un peu longues pour le corps à corps des batailles. Pour optimiser la vitesse de la pointe, on allégea l'ensemble jusqu'à une largeur de 19 mm et une épaisseur de 6 mm à la garde, mais elle ne pouvait résister aux coups de taille des épées de cavalerie beaucoup moins élancées.
En Espagne, dans sa forme taza, elle persista jusqu'au XVIIIe siècle pour la cour et jusqu'au XIXe dans les écoles d'escrime. Dans le reste de l'Europe, on adopta l'épée de cour (issue de la rapière française allégée évoquée quelques lignes plus haut), à la garde plus simple et à la lame courte (de 70  à   80 cm) et parfois de section triangulaire.

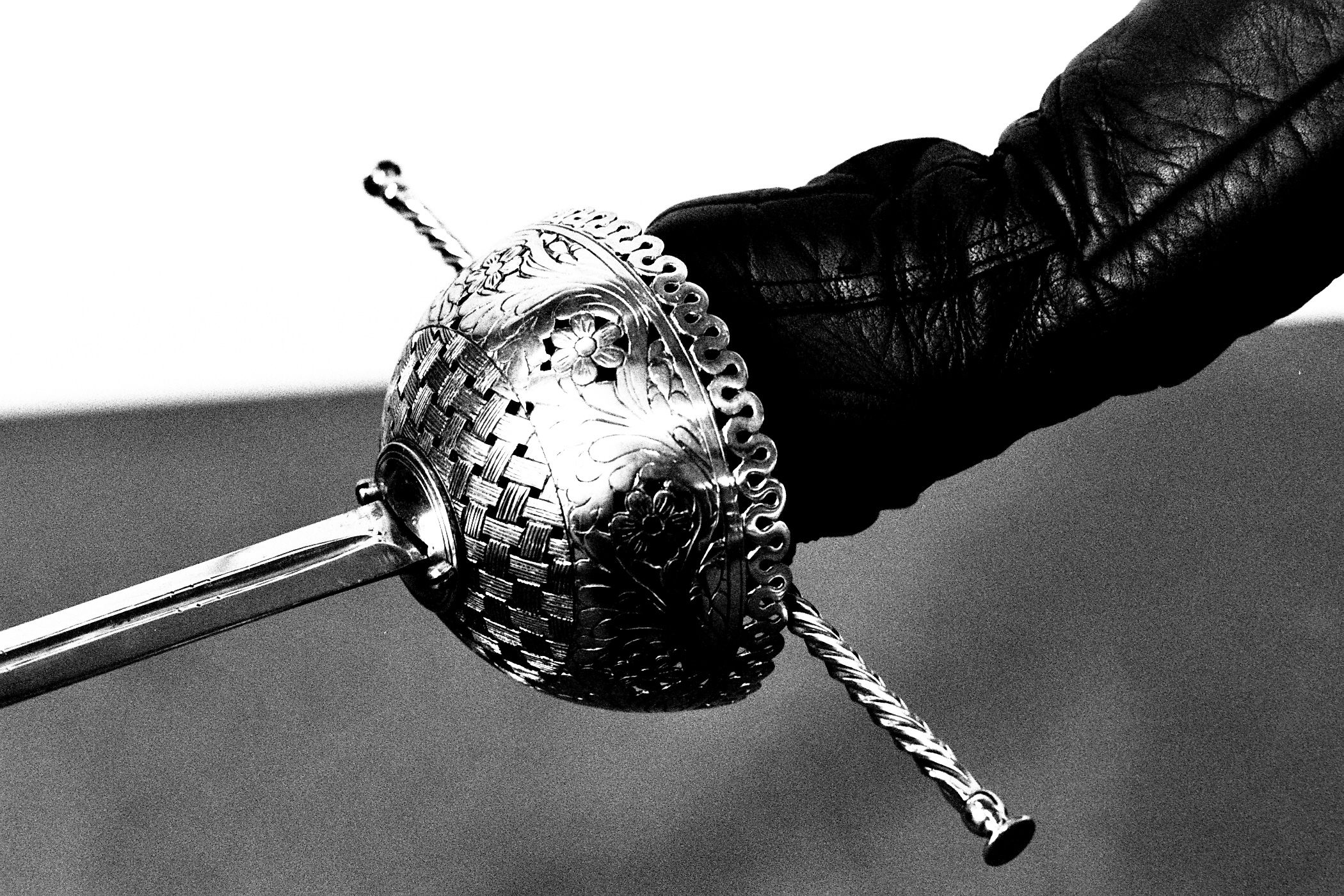
Garde en cloche, façon espagnole (en taza).
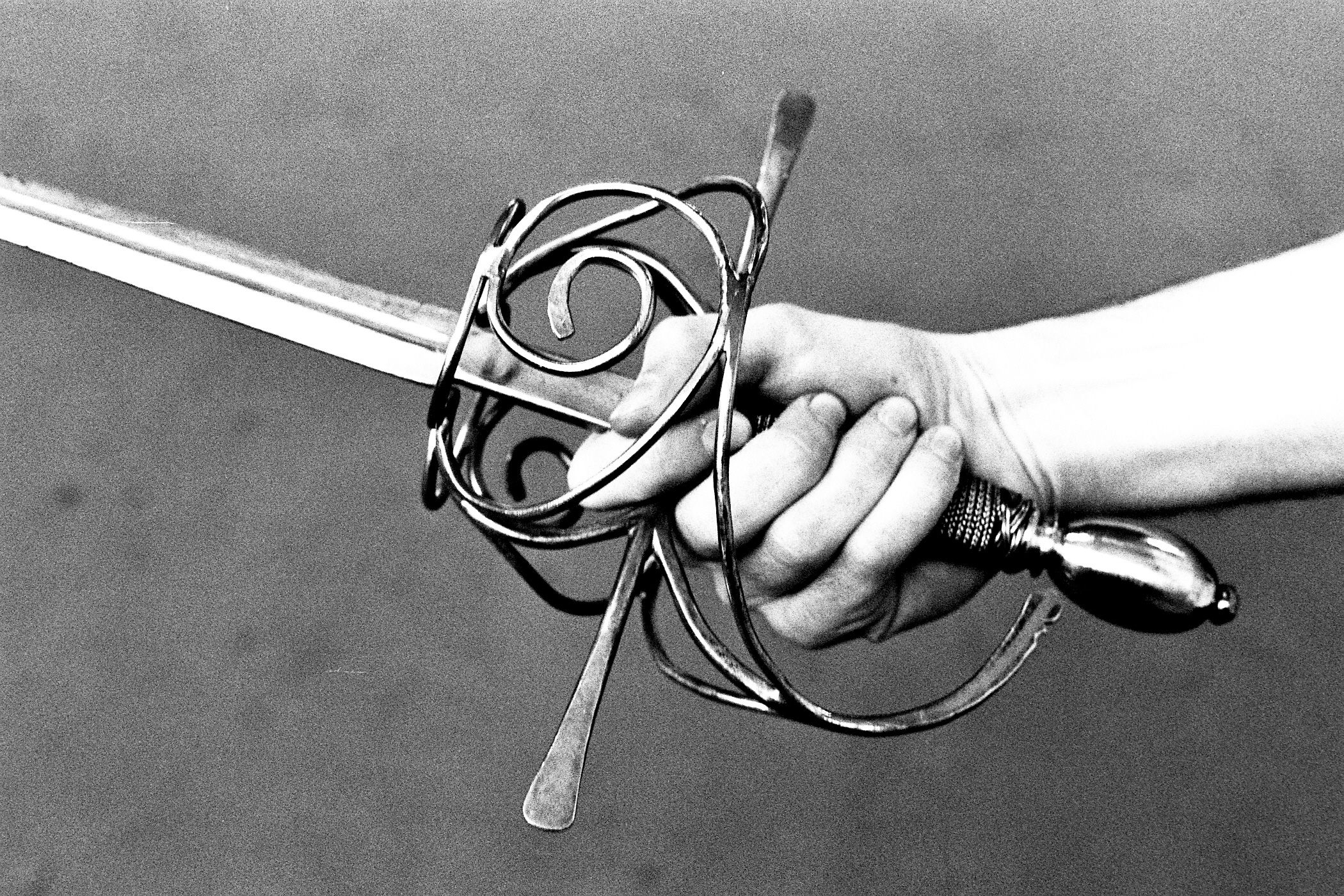
Garde italienne (on observe le goût prononcé pour les courbes et les volutes).
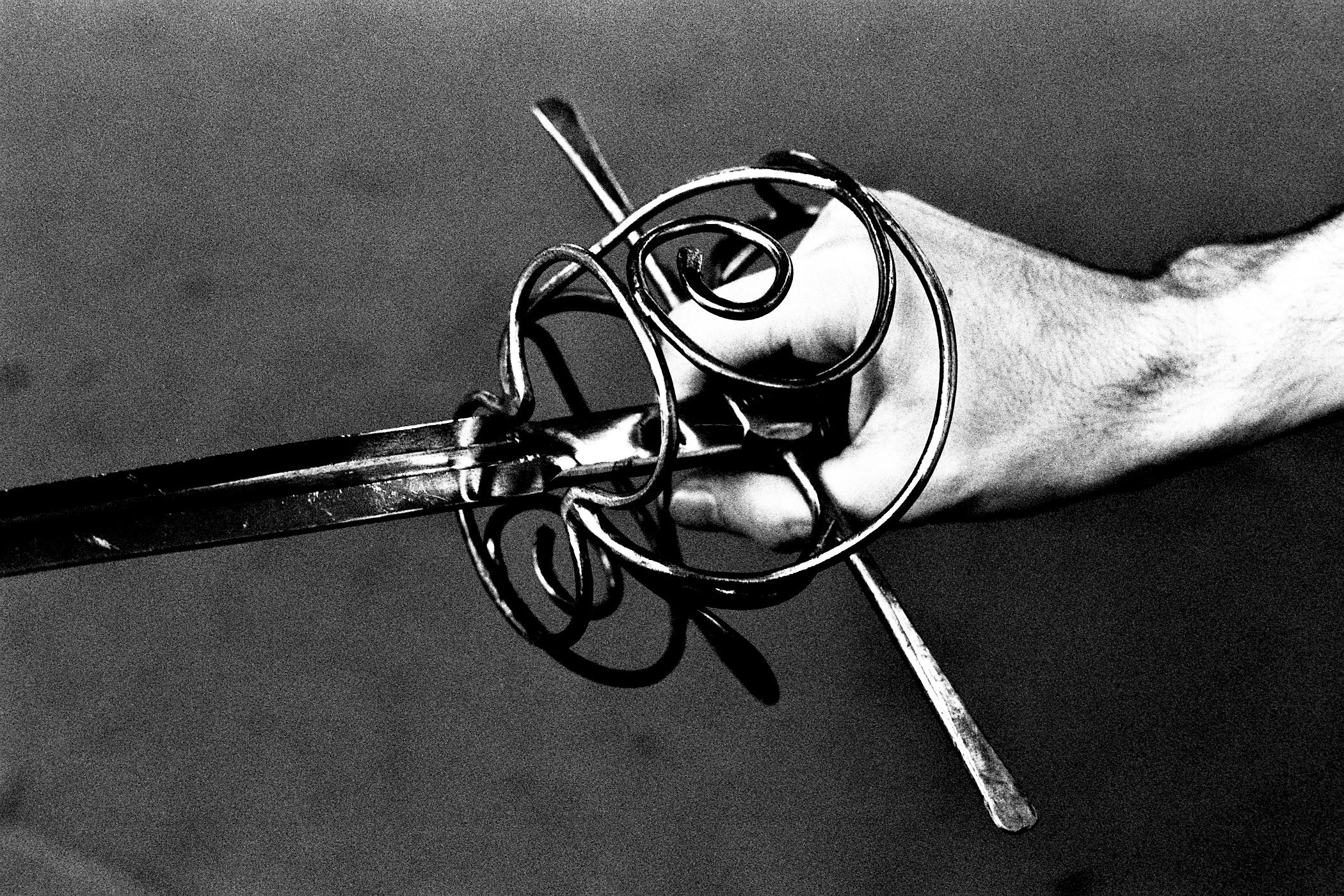
Garde italienne.
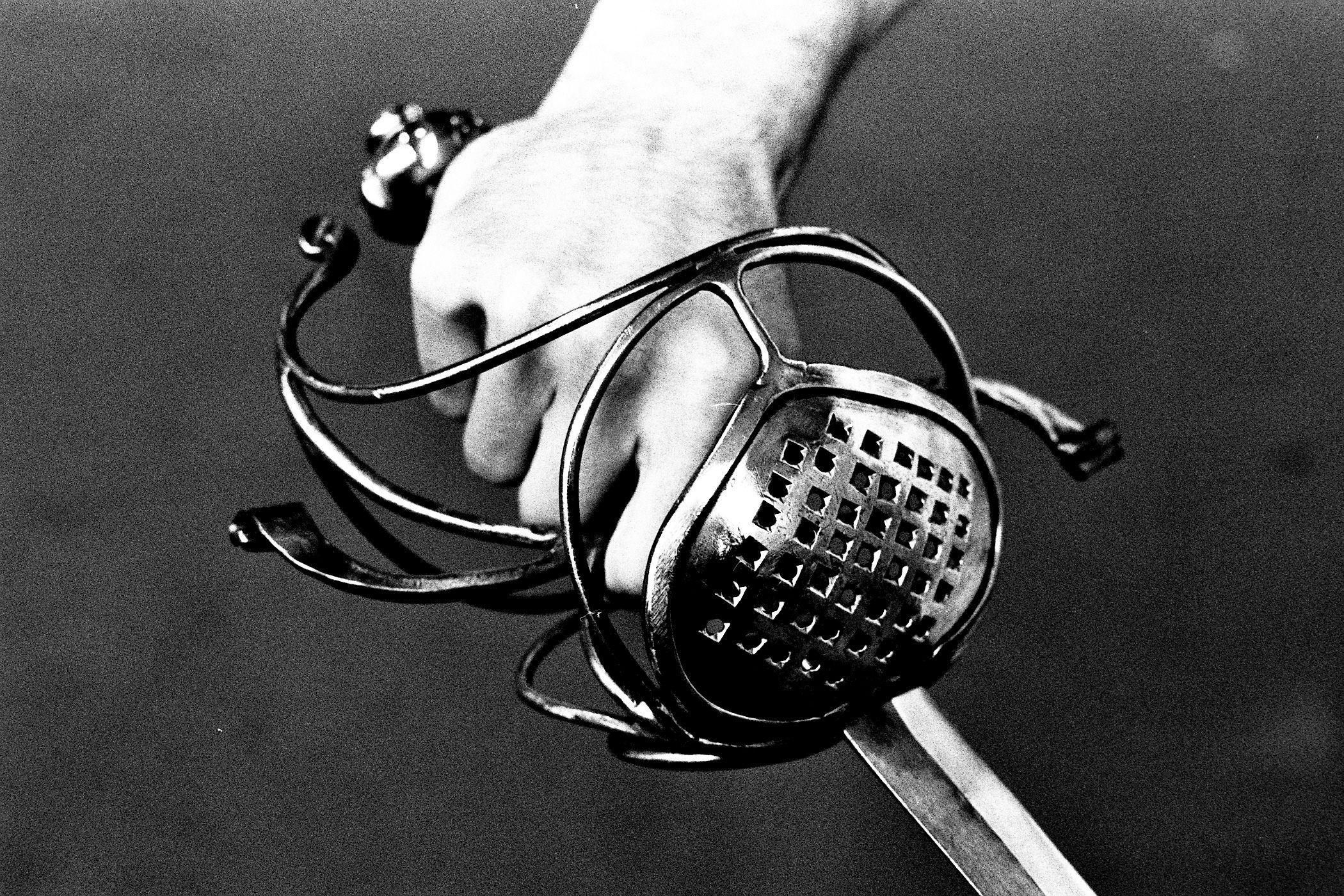
Garde allemande, à la Pappenheim.

### Marketing et publicité modernes
La rapière, arme des gentilshommes, entre épée de cour et outil de combat a une aura persistante dans l'imaginaire du public, peut-être à cause des romans de cape et d'épée (Alexandre Dumas, Paul Féval...etc) C'est pourquoi certaines entreprises ont utilisé ce nom à titre promotionnel.
On peut citer le groupe automobile britannique Roots (racheté ensuite par Chrysler) qui produisit une berline moyenne aux prétentions sportives  la Sunbeam Rapier , la distillerie gasconne Château de Monluc , produisant le "pousse-rapière" un apéritif à base d'Armagnac et de vin local.
Le nom a été également utilisé par la firme d'armements britannique  BAE Systems pour baptiser un lance-missiles à guidage optique qui fut notamment utilisé lors de la Guerre des Malouines avec des résultats mitigés.